# Darcey Bussell
Darcey Andrea Bussell (nacida como Marnie Mercedes Darcey Pemberton Crittle; Londres, 27 de abril de 1969) es una ex ballerina de ballet británica, conocida por haber sido juez en el programa de baile Strictly Come Dancing de la BBC.
Formada en la Escuela de Artes Educativas y en la Escuela del Ballet Real, Bussell comenzó su carrera profesional en el Sadlers Wells Royal Ballet, pero al cabo de un año se trasladó al Ballet Real, donde se convirtió en la bailarina principal a la edad de 20 años en 1989. Es ampliamente aclamada como una de las grandes ballerinas británicas.
Bussell permaneció en el Ballet Real durante toda su carrera, pero también actuó como artista invitada con muchas compañías líderes como New York City Ballet, La Scala Theatre Ballet, el Ballet Mariinski, el Hamburg Ballet y el Ballet Australiano. Se retiró en 2007 pero sigue muy comprometida con el mundo de la danza.
Bussell también está llevando a cabo carreras paralelas en la televisión, el mundo literario y el modelaje, además apoya numerosas instituciones de caridad e instituciones de baile británicas e internacionales.

## Infancia
Bussell nació en Londres. Hija del empresario australiano John Crittle y su esposa británica Andrea Williams. Después de que el matrimonio se divorciara cuando Bussell tenía tres años, su madre se volvió a casar y Bussell fue adoptada por el nuevo marido de su madre, el dentista australiano Philip Bussell. La familia pasó algún tiempo en Australia, donde Bussell asistió a la escuela antes de regresar a Londres para ser educada en la Escuela Primaria Fox.

## Carrera

### Baile
Bussell comenzó su formación profesional en la Charlotte School, una escuela de danza y teatro musical en Londres. A la edad de 13 años, se trasladó a continuar sus estudios en la Royal Ballet Lower School,una escuela líder internacional de ballet en White Lodge, Parque Richmond. A los 16 años, progresó a la Royal Ballet Upper School en Baron's Court,antes de unirse al Ballet Real de Birmingham en 1987. Mientras estudiaba en la Royal Ballet School, apareció en una serie de producciones escolares, incluyendo actuaciones en el Royal Opera House.
En 1988, cuando Bussell todavía iba a la escuela, el coreógrafo Kenneth MacMillan advirtió su técnica excepcional, y decidió destinarla para el papel principal del ballet The Prince of the Pagodas con música de Benjamin Britten, lo que la condujo al Ballet Real. Un año más tarde, en diciembre de 1989, en la noche de estreno del espectáculo, fue promovida a bailarina principal con solo 20 años de edad.
Bussell realizó todos los papeles clásicos importantes numerosas veces a lo largo de su carrera: Masha en Winter Dreams y la Princesa Rose en el The Prince of the Pagodas, coreografiados por MacMillan, así como la Princesa Aurora en la La Bella Durmiente, Odette/Odile en el El Lago de los Cisnes, Nikiya and Gamzatti en La Bayadère, el hada del ciruelo en el El Cascanueces, Manon en L'histoire de Manon y a Giselle en Giselle.

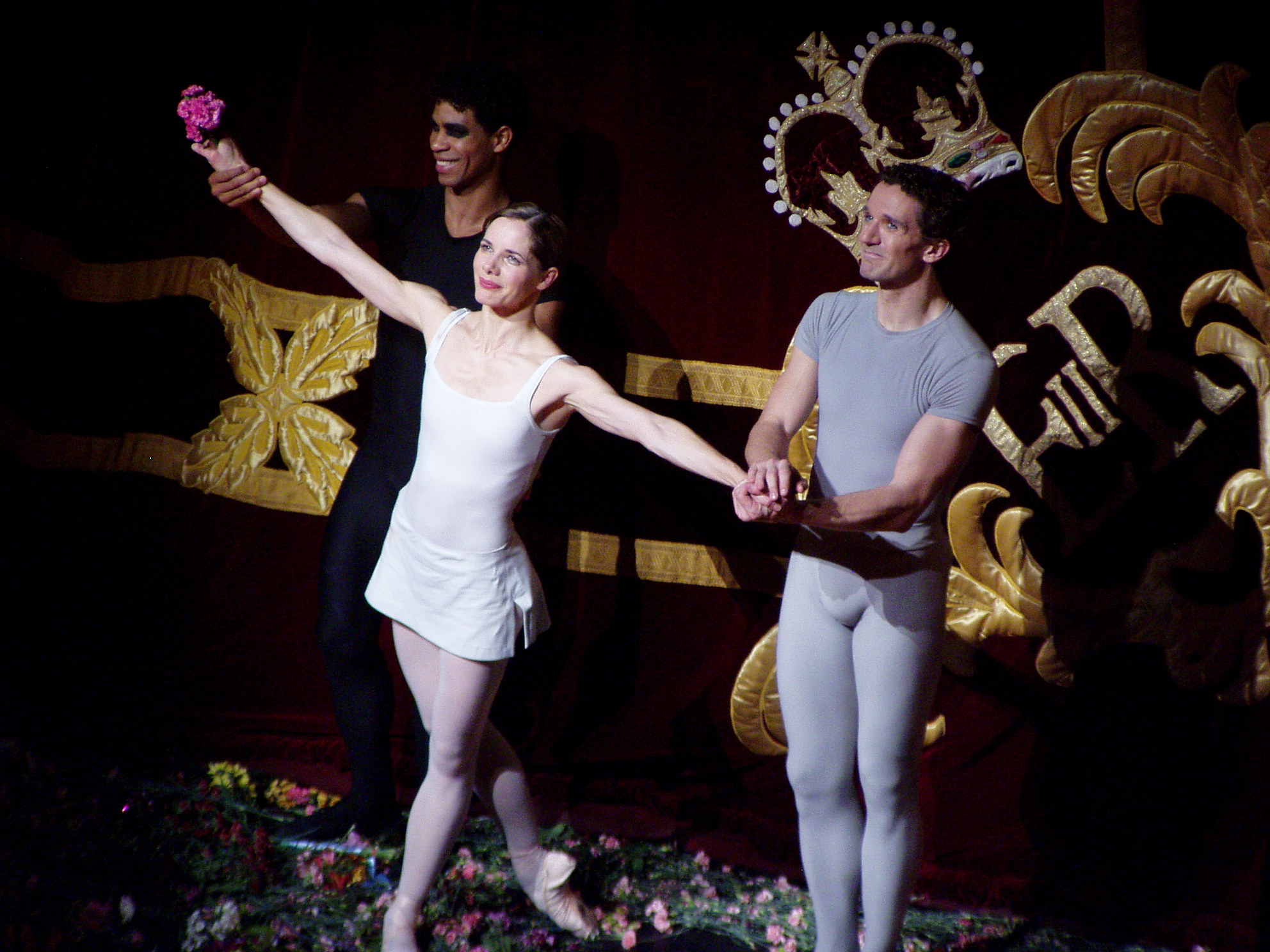
Darcey Bussell, Carlos Acosta y Gary Avis llamados a la «Song of the Earth», 8 de junio de 2007.

En total, realizó más de 80 papeles diferentes y se crearon 17 papeles para ella.  Solo en La Bella Durmiente interpretó a Aurora en cuatro producciones diferentes, una de ellas, la de Sir Anthony Dowell, estrenada en Washington ante el presidente Clinton.
Bussell hizo varias apariciones en el New York City Ballet, a partir de junio de 1993, con una actuación del pas de deux de Agon.
Bussell también fue invitada del Balletto Della Scala, el Ballet de Kirov, el Ballet de la Ópera de París, el Ballet de Hamburgo y el Ballet Australiano.Bailó el estreno de Sylvia de Léo Delibes coreografiado por Sir Frederick Ashton en el Royal Opera House, Covent Garden el 4 de noviembre de 2004. En 2006, anunció su retirada como bailarina principal del Ballet Real, aunque permaneció en la compañía como artista principal invitada. Se retiró del ballet el 8 de junio de 2007 con una actuación en Song of the Earth de MacMillan (música Gustav Mahler: Das Lied von der Erde), realizada en la Royal Opera House de Londres, y transmitida en vivo por la BBC Two.
En 2012, Bussell participó en la Ceremonia de clausura de los Juegos Olímpicos de Londres 2012,  liderando una compañía de 200 bailarinas y 4 bailarines del The Royal Ballet. La actuación se denominó «The Spirit of the Flame» y precedió a la emisión oficial de la Llama olímpica.
En 2016, Bussell presentó junto con el coreógrafo y bailarín, Nathan Clarke el DDMIX (Diverse Dance Mix). DDMIX está convebido como una forma nueva y agradable de hacer ejercicio y experimentar diferentes estilos de baile de todo el mundo sin llegar a un estilo específico muy técnico. Ofrece aspectos diversos estilos de baile; irlandés, tango, vals, jive, Bollywood, disco, flamenco, salsa y twist de los años 60, entre otros. Las clases también ofrecen un calentamiento temático de ballet, y cada danza dura aproximadamente 2,5 minutos, con la música adaptada a los requisitos particulares de cada danza.

### Modelaje
Bussell ha modelado ropa para Mulberry, Bruce Oldfield y Marks & Spencer. También ha sido posado para Tatler, Vogue y Vanity Fair. Su fotografía con un diamante en la boca en una promoción para De Beers es famosa. Bussell modeló la primera colección de joyas del World Gold Council. Ha modelado para American Express y apareció en un comercial de televisión para Lloyds Bank. De 2009 a 2013 fue el rostro de The Sanctuary Spa. En 2014 fue embajadora de Silvikrin (Wella / Procter & Gamble) productos para el cabello.

### Literatura

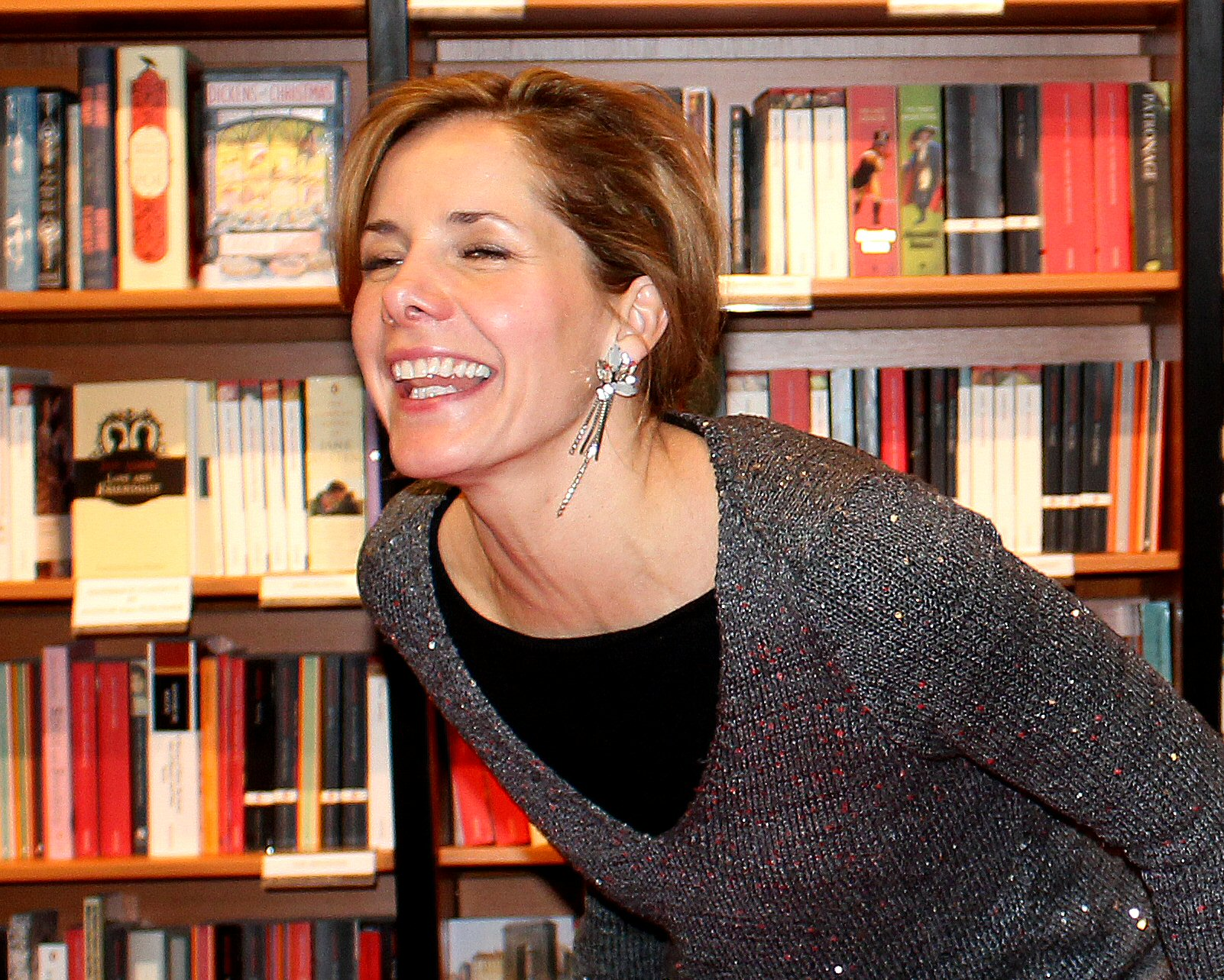
Darcey Bussell en Chelsea, Londres en diciembre de 2012

En octubre de 2008, HarperCollins Children's Books publicó seis libros cortos en una nueva serie infantil llamada Magic Ballerina. Bussell había iniciado la idea y la historia, y los libros fueron escritos con una serie de escritores fantasma. Presentan a una chica llamada Delphie que se une a una escuela de ballet y descubre que sus zapatos son mágicos. Dentro de tres años por lo menos 23 historias de la «bailarina mágica» fueron publicadas, ofreciendo a todas las muchachas que posean los zapatos de ballet rojos brillantes mágicos. Las ventas han superado las 1,4 millones de copias. Al menos las dos primeras fueron ilustradas por Katie May.
Ella coescribió The Young Dancer con la Royal Ballet School y escribió una introducción al libro The Illustrated Book of Ballet de Barbara Newman, que muestra cinco de los ballets en los que protagonizó. Un libro de fotos autobiográfico de su carrera de ballet, titulado Darcey Bussell, fue lanzado en 2012.

### Televisión
Un documental de South Bank Show sobre Bussell y su compañera principal Viviana Durante fue transmitido en octubre de 1992. En 1994 interpretó su primera actuación, interpretando a Olga Khokhlova junto a Pablo Picasso de Brian Cox en Yo Picasso. Bussell se interpretó así misma en la comedia de BBC1, The Vicar of Dibley en 1998. En el episodio, ella ayuda a Geraldine en una recaudación de fondos y ambas realizan un pas de deux llamado «The Mirror».

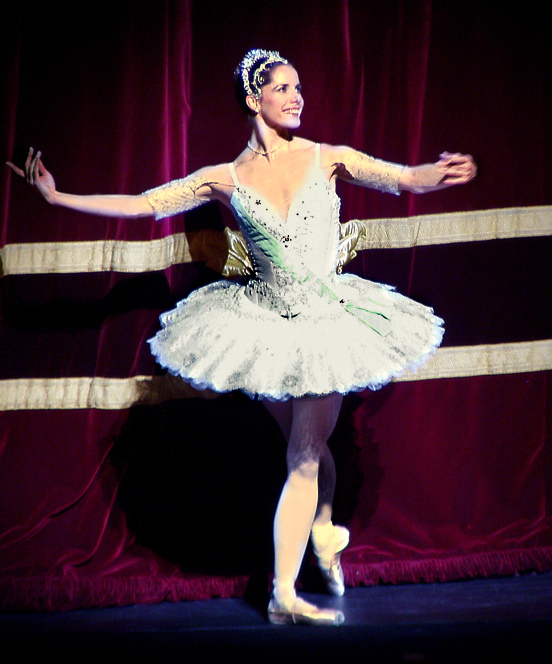
Bussell en 2007

En 2004, Bussell fue el tema de un documental titulado Britain's Ballerina. Bussell se asoció con Katherine Jenkins para escenificar una producción de canciones y danzas titulada Viva la Diva, para rendir homenaje a las estrellas que las inspiraron, entre ellas Madonna y Judy Garland. Bussell y Jenkins realizaron un segmento de Viva la Diva ante la Reina en el 79.º Royal Variety Performance que fue televisado el 9 de diciembre de 2007. Bussell se unió al grupo de jueces de Strictly Come Dancing de la BBC, como quinto juez en las etapas finales de la serie de 2009. En la semifinal de la competición bailó un jive con el bailarín profesional Ian Waite.
Cuando Bussell apareció como invitada en el episodio del 8 de abril de 2010 de The One Show en BBC One, ayudó a los idénticos magos gemelos The Twins con una ilusión llamada Clearly Impossible, en la que la aserraron por la mitad dentro de una caja transparente.
En diciembre de 2011, Bussell colaboró con la coreógrafa Kim Gavin para hacer Darcey dances Hollywood, un documental de televisión de BBC Two en el que recreó algunas de las famosas rutinas de danza de Hollywood, incluyendo algunas de Gene Kelly, Fred Astaire y Ginger Rogers de películas como Singin' in the Rain y Top Hat («Cheek to Cheek»). En 2012, Bussell regresó al panel de jueces de Strictly Come Dancing para la serie de 2012 como juez permanente y reemplazo de Alesha Dixon. Al principio de su primera comparecencia como juez, bailó en una presentación de  american smooth, una vez más con Ian Waite. El 12 de agosto de 2012, Bussell actuó en la Ceremonia de clausura de los Juegos Olímpicos de Londres 2012 descendiendo desde el techo del estadio olímpico como el «Espíritu de la Llama» y liderando un grupo de 200 bailarinas. En diciembre de 2013, Bussell presentó un documental de BBC Two titulado Darcey's Ballet Heroines. En diciembre de 2014, presentó un documental de la BBC One sobre Audrey Hepburn, titulado Darcey Bussell: Looking for Audrey.
En mayo de 2015, Bussell fue copresentadora y experta en baile para la Gran Final de la competencia inaugural BBC Young Dancer, que fue transmitido en vivo en BBC Two. En diciembre de 2015, Bussell presentó un documental de una hora de duración en BBC Two, Darcey's Ballet Heroes, centrado en Vaslav Nijinsky, Rudolf Nuréyev y otros bailarines profesionales de ballet. En diciembre de 2016, presentó un documental de BBC One sobre Margot Fonteyn, titulado Darcey Bussell: Looking for Margot.
Ha presentado los retransmisores de cine en vivo para el Ballet Real a partir de la temporada 2013/14.
El 10 de abril de 2019, Bussell anunció que había decidido dimitir como juez de Strictly Come Dancing. Dijo: «Ha sido un completo privilegio para mí ser parte de Strictly, trabajar con un equipo tan talentoso. He disfrutado cada minuto de mi tiempo y extrañaré a todos mis colegas jueces, los presentadores, los bailarines, los músicos, todo el equipo de la etapa posterior, y especialmente los espectadores del espectáculo, quienes me han apoyado mucho».

### Otros
Un retrato de cuerpo entero de ella por el artista Allen Jones RA, comisionado por la National Portrait Gallery, London, se dio a conocer en mayo de 1994.
En 2006, en el Chelsea Flower Show, David Austin Roses lanzó una nueva rosa carmesí llamada Darcey Bussell.
Russell es la «madrina» de MS Azura, un crucero de 115.000 toneladas de la flota de P&O Cruises. Cuando el barco fue lanzado oficialmente en abril de 2010, Bussell realizó la ceremonia tradicional de romper una botella de champán para nombrar el barco. Ella también realizó un espectáculo de baile con estudiantes de la Royal Ballet School.

## Premios
Bussell fue galardonada con la Orden del Imperio Británico (OBE) en los Honores de Año Nuevo de 1995 por sus servicios al ballet, con el Comendador de la Orden del Imperio Británico (CBE) en los Honores de Cumpleaños de 2006 y con la Dama comendadora de la Orden del Imperio Británico (DBE) en los Honores de Año Nuevo de 2018 por sus servicios en la danza.
Recibió la medalla de oro del Centro John F. Kennedy para las Artes Escénicas y el Premio Carl Alan por sus contribuciones al baile.
En diciembre de 1990 fue elegida bailarina del año por los lectores de la revista Dance and Dancers. En febrero de 1991 se le entregó el Premio Sir James Garreras de Gran Bretaña de Variety Club a la recién llegada más prometedora de 1990 y una semana más tarde con el Premio Ballet de London Evening Standard en 1990. En abril de 1991 fue seleccionada como ganadora conjunta del Premio Cosmopolitan Achievement en la categoría de Artes Escénicas.
El 18 de julio de 2009, Bussell recibió un doctorado honorario (DLitt) de la Universidad de Oxford. Durante la ceremonia, el orador público de la universidad señaló que «añade a la maestría técnica, el encanto y la imaginación, de tal manera que ella parece revelar la gracia de su personalidad, así como la gracia del movimiento... Además, quiere que los que están quizás aplazados por los grandes portales de la Royal Opera House disfruten de los placeres que ofrece el ballet».
En 2017, Bussell recibió un doctorado honorario del Conservatorio Real en Glasgow, Escocia.
En junio de 2018, Bussell recibió una beca honorífica de la Arts University Bournemouth junto con la diseñadora de vestuario Jenny Beavan OBE, la diseñadora gráfica Margaret Calvert OBE y el director y guionista Edgar Wright. Bussell, quien anteriormente visitó la universidad como profesora invitada, dijo: «Me siento muy honrada. AUB es moderno y de vanguardia, por lo que sus graduados se incorporan con éxito a las industrias creativas de este país».

## Mecenazgo
Desde 2012, Bussell ha sido presidente de la Real Academia de Danza y es también patrocinadora de la Asociación Internacional de Profesores de Danza, Re: Bourne, el Ballet Infantil de Londres, Cecchetti Reino Unido, Cecchetti Australia, Dance Proms y el Nuevo Teatro de Ballet Inglés. Es embajadora del programa de donación de la Escuela de Danza de Nueva Zelanda y forma parte de la junta directiva de la Fundación Margot Fonteyn. Ella es la patrona internacional de la Compañía de Danza de Sídney y una patrona de la Fundación Du Boisson.
Bussell fue presidente de campaña de recaudación de fondos del Birmingham Royal Ballet de 2012 a 2015. Ella es también un patrocinadora de la caridad médica Sight for All  y de la Fundación Henry Spink, y es la embajadora para la caridad médica Borne.

## Vida personal
En 1997 Bussell se casó con el empresario australiano Angus Forbes en Cherwell, Oxfordshire. Vivieron originalmente en Kensington, donde sus dos hijas nacieron en 2001 y 2004. En 2008 la familia se mudó a Sídney, Australia y regresó a Londres en julio de 2012.